# Trichardis apicalis
Trichardis apicalis là một loài ruồi trong họ Asilidae. Trichardis apicalis được Oldroyd miêu tả năm 1974. Loài này phân bố ở vùng nhiệt đới châu Phi.